# Callogobius seshaiyai
Callogobius seshaiyai är en fiskart som beskrevs av Edward Jacob och Rangarajan, 1960. Callogobius seshaiyai ingår i släktet Callogobius och familjen smörbultsfiskar. Inga underarter finns listade.